# Воскресенское (Галичский район)
Воскресенское — село в Ореховском сельском поселении Галичского района Костромской области России. 

## География
Село расположено на берегу реки Вёкса.

## История
Согласно Спискам населенных мест Российской империи в 1872 году село относилось к 1 стану Галичского уезда Костромской губернии. В нём числилось 25 дворов, проживало 97 мужчин и 122 женщины. В селе имелась православная церковь.
Согласно переписи населения 1897 года в селе проживало 238 человек (97 мужчин и 141 женщина).
Согласно Списку населенных мест Костромской губернии в 1907 году село относилось к Котельской волости Галичского уезда Костромской губернии. По сведениям волостного правления за 1907 год в нём числилось 54 крестьянских двора и 291 житель. Основными занятиями жителей села, помимо земледелия, были плотницкий промысел и сельскохозяйственные работы.
До муниципальной реформы 2010 года село также входило в состав Ореховского сельского поселения.

## Известные люди
В селе родился Герой Советского Союза Алексей Суслов.